# Mietshaus Wägnerstraße 18 (Dresden)

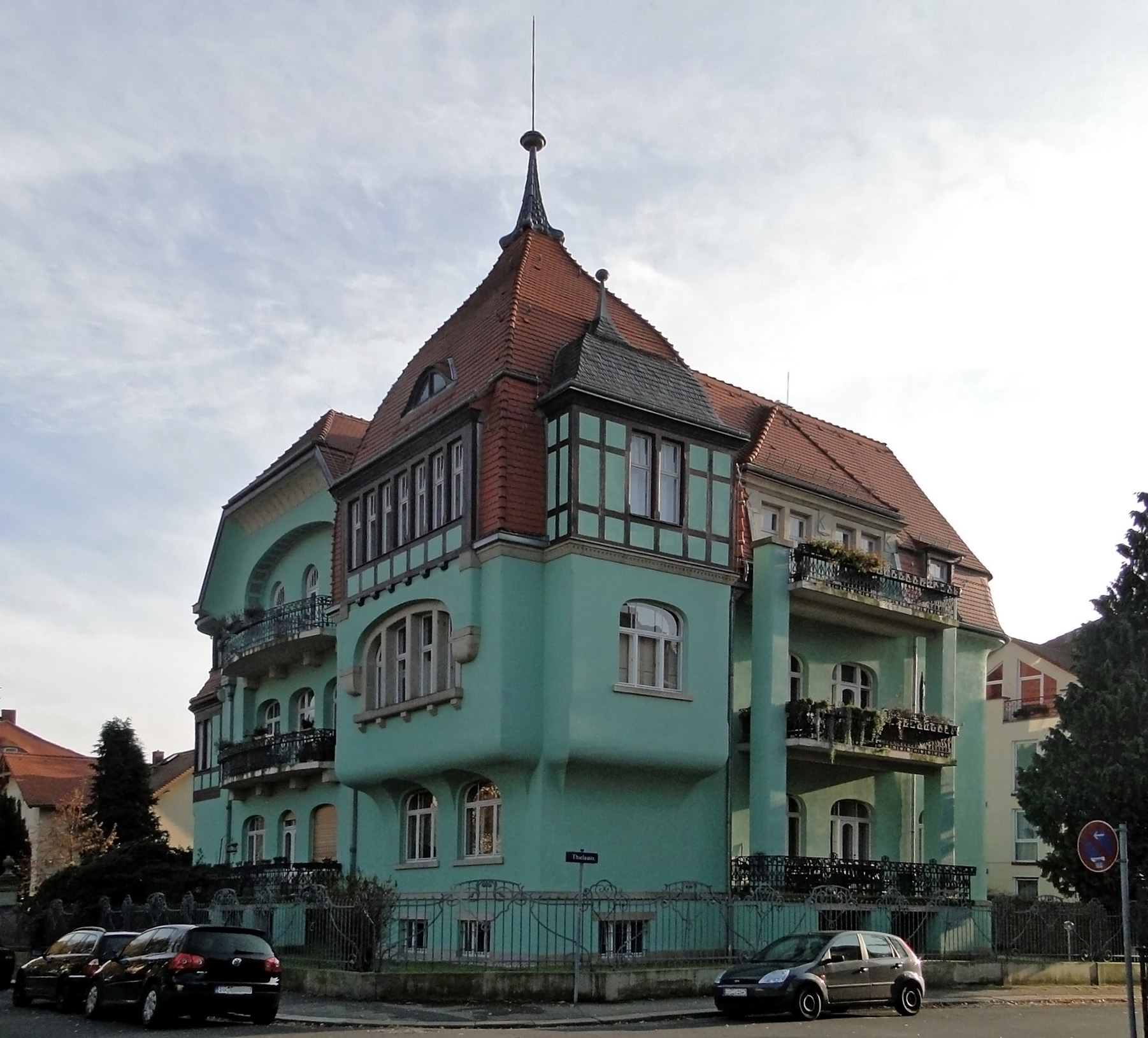
Mietshaus Wägnerstraße 18, 2009

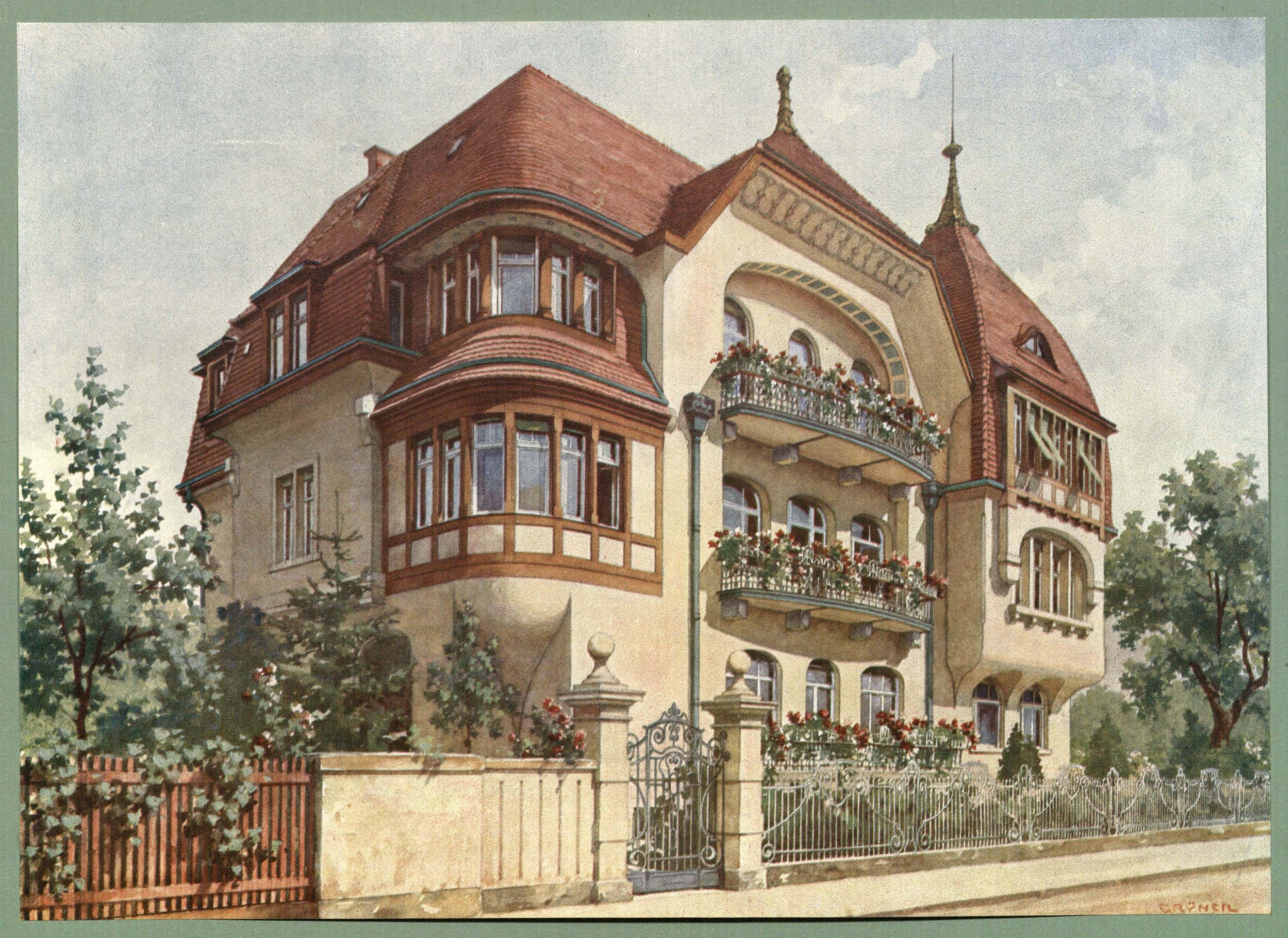
Mietshaus Wägnerstraße 18, um 1905

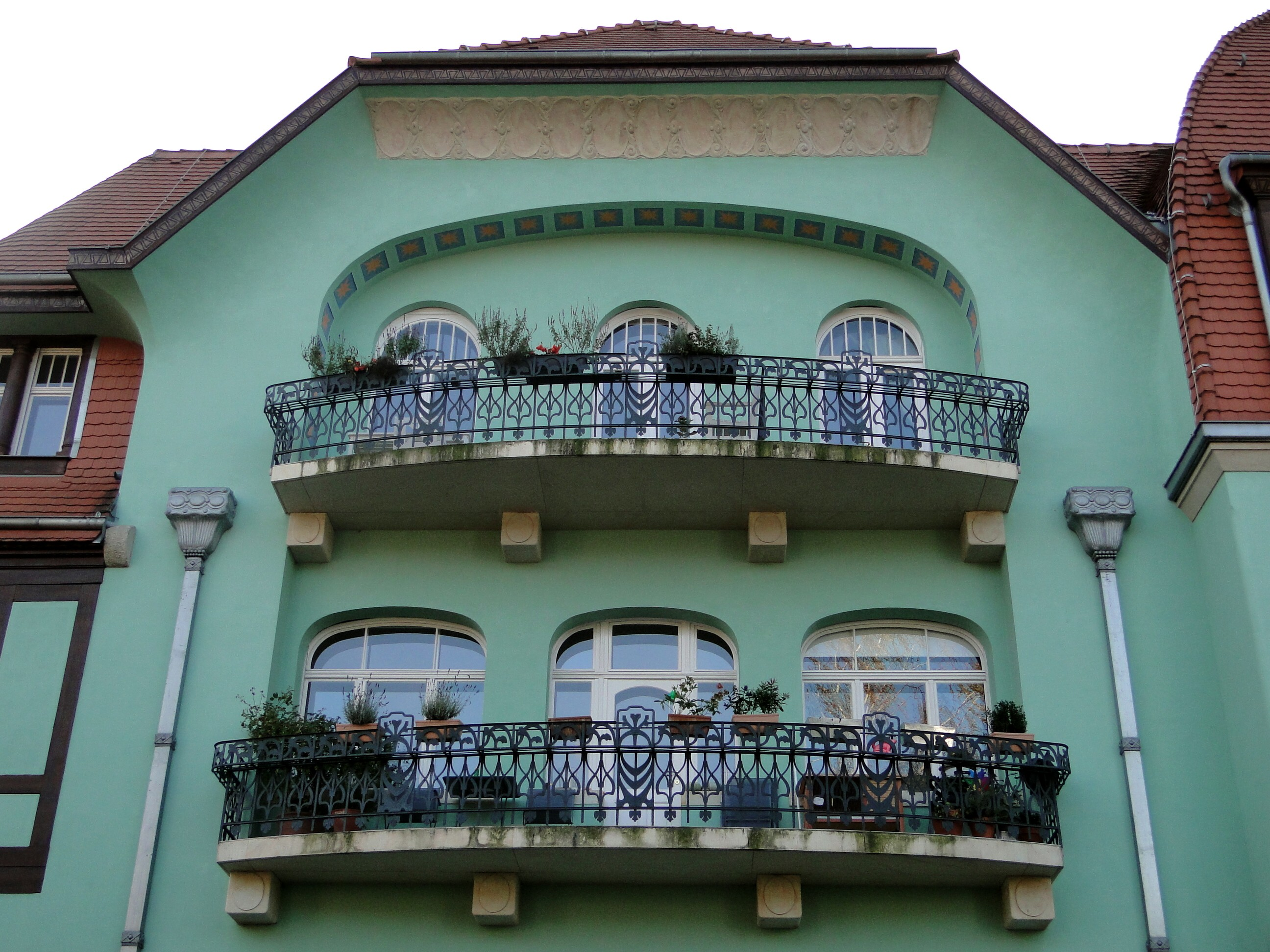
Mietshaus Wägnerstraße 18, Detail Ostfassade, 2009

Das Mietshaus Wägnerstraße 18 ist ein denkmalgeschütztes Jugendstil-Gebäude im Dresdner Stadtteil Blasewitz. Es zählt zu den „qualitativ wertvollsten Villen Dresdens“.

## Geschichte und Baubeschreibung
Das Mietshaus ist einer der „größten Wohnbauten des Villenvororts Blasewitz“. Es wurde 1905 von Martin Pietzsch in der damaligen Schulstraße der selbständigen Gemeinde Blasewitz erbaut. Von Pietzsch stammt auch das Künstlerhaus Dresden-Loschwitz. Bewohner und Besitzer des Hauses waren unter anderem die Hofschauspielerin Charlotte Basté und ihr Mann, der Schauspieler und Schriftsteller Franz Wallner.
Das wuchtige, auf ungefähr quadratischem Grundriss erbaute Gebäude verfügt über zwei Vollgeschosse und ein ausgebautes Dachgeschoss in einem steilen Mansarddach. „Durch betonte Individualität nimmt das … Mietshaus [jedoch] das Flair der Villengegend auf und belebt die streng rechtwinklige Straßenanlage.“ Das Erdgeschoss des stark gestaffelten Gebäudes hat Korbbogenfenster und ist verhältnismäßig einfach gehalten. An der zurückgesetzten Ostfassade befinden sich in Höhe des ersten und zweiten Geschosses runde Balkone, die über drei Fensterachsen gehen. Die Balkongitter zeigen Jugendstilmotive. Über dem zweiten Obergeschoss schließt sich eine Dachtraufe mit Stuckverzierungen an.
Der nordwestliche Erker des Hauses geht über zwei Etagen, seine Wände bestehen in der zweiten Etage aus Fachwerk. Es schließt sich eine geschweifte Kuppel an. Die Nordfassade wird von zwei Fensterachsen breiten Balkonen in jeder Etage dominiert, die von über drei Etagen gehenden Säulen flankiert werden.
Bei der Sanierung in den 1990er-Jahren erhielt der Putzbau einen neuen, blaugrünen Anstrich. Im Inneren ist das Gebäude funktional gegliedert. Von Bedeutung sind hier vor allem original erhaltene Stuckdecken.
Das luxuriöse Mehrfamilienhaus befindet sich in diesem Teil Dresdens inmitten einer großen Zahl ähnlicher, jedoch selten derart aufwändig gestalteter, freistehender Wohnhäuser. In einem Gebiet von der Schandauer Straße bis nach Blasewitz hinein, aber auch südlich des Fetscherplatzes, entstanden um die Wende vom 19. zum 20. Jahrhundert viele Hundert dieser sogenannten „Dresdner Würfelhäuser“ oder auch „Kaffeemühlenhäuser“.